# Юри Джоркаеф
Юри Рафи Джоркаеф (на френски: Youri Raffi Djorkaeff) роден на 9 март 1968 г. в Лион е бивш френски футболист – полузащитник. Световен и европейски шампион с националния отбор на Франция съответно през 1998 и 2000 г. Баща му е от калмикски и полски произход, а майка му е арменка.

## Кариера
Започва футболната си кариера през 1984 г. с Гренобъл Фут 38, след което преминава в РК Страсбург през 1989 г. и в АС Монако през 1991 г. Там до 1995 г. изиграва 177 мача в които вкарва 65 гола и печели купата на Франция. През 1995 г. вече е част от състава на Пари Сен Жермен с които печели КНК, а на следващата година е привлечен в италианския ФК Интер. Там в атаката на отбора си партнира със звезди като Роналдо, Роберто Баджо и Иван Саморано, но единствения трофей, който печели е Купата на УЕФА през 1998 г. На следващата година Джоркаеф преминава в германския Кайзерслаутерн, където играе до 2002 г., след което облича екипа на английския Болтън Уондърърс. За двата си сезона там, заедно с Иван Кампо и Джей-Джей Окоча придава доста класа на отбора. През 2004 г. отива в Блекбърн, но изиграва само 3 мача и през 2005 г. подписва с Ню Йорк Ред Булс. Така Джоркаеф става първият френски футболист играл в САЩ. Приключва сезона, като най-ценен играч на отбора. Приключва кариерата си на 26 юли 2006 г. поради контузия.

## Отличия
- Купа на Франция: 1

АС Монако: 1991
- КНК: 1

Пари Сен Жермен: 1996
- Купа на УЕФА: 1

Интер: 1998
- Световен шампион: 1

Франция: 1998
- Европейски шампион: 1

Франция: 2000
- Купа на конфедерациите: 1

Франция: 2001